# Pustniki
Pustniki (deutsch Pustnick) ist ein Dorf in der polnischen Woiwodschaft Ermland-Masuren. Es gehört zur Landgemeinde Sorkwity (deutsch Sorquitten) im Powiat Mrągowski (Kreis Sensburg).

## Geographische Lage
Pustniki liegt am Westufer des Jezioro Gielądzkie (deutsch Gehlandsee) und südlich des Jezioro Pustniki Mały inmitten der Woiwodschaft Ermland-Masuren, zehn Kilometer westlich der Kreisstadt Mrągowo (deutsch Sensburg).

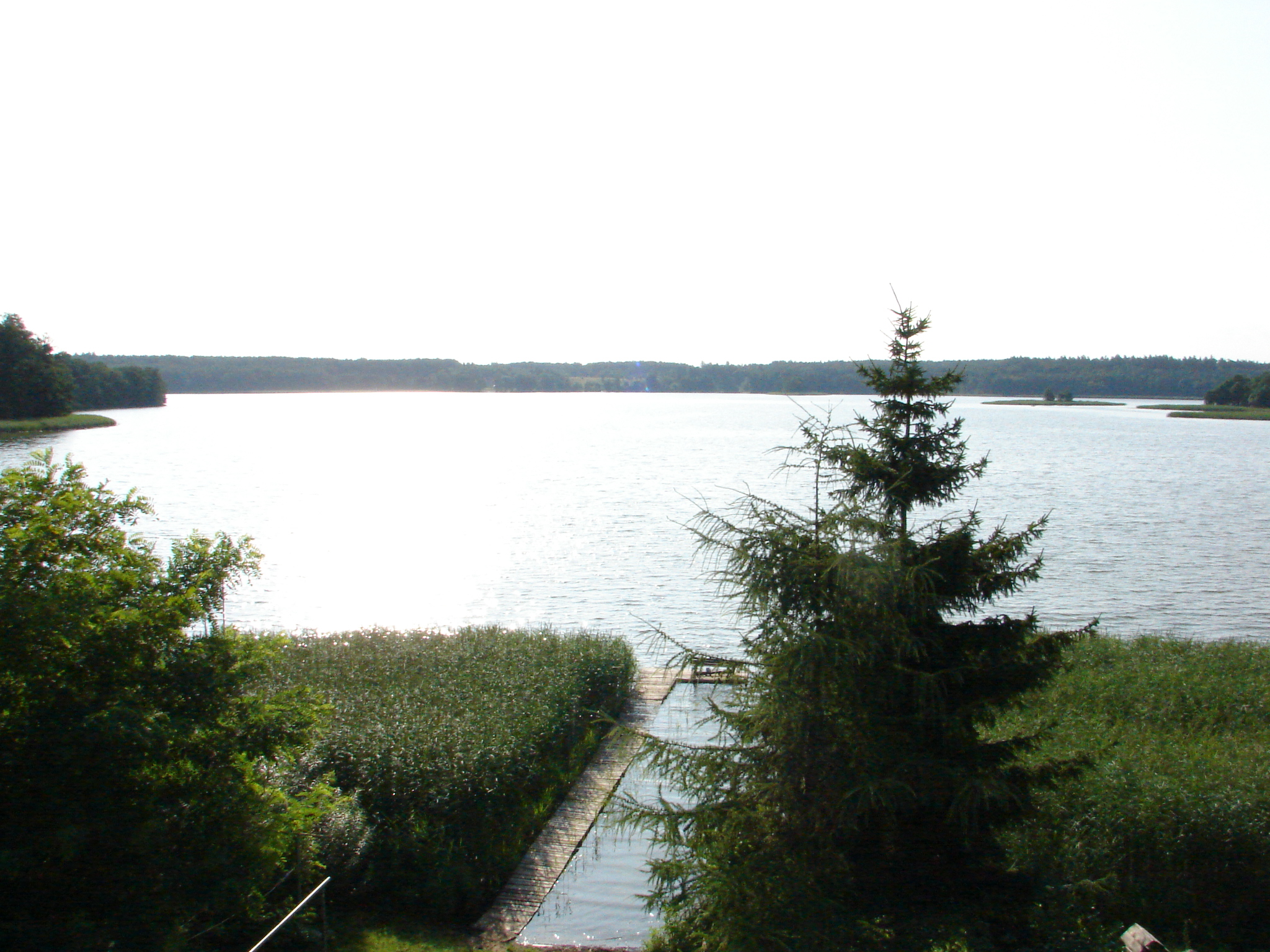
Blick auf den Gehlandsee bei Pustniki/Pustnick

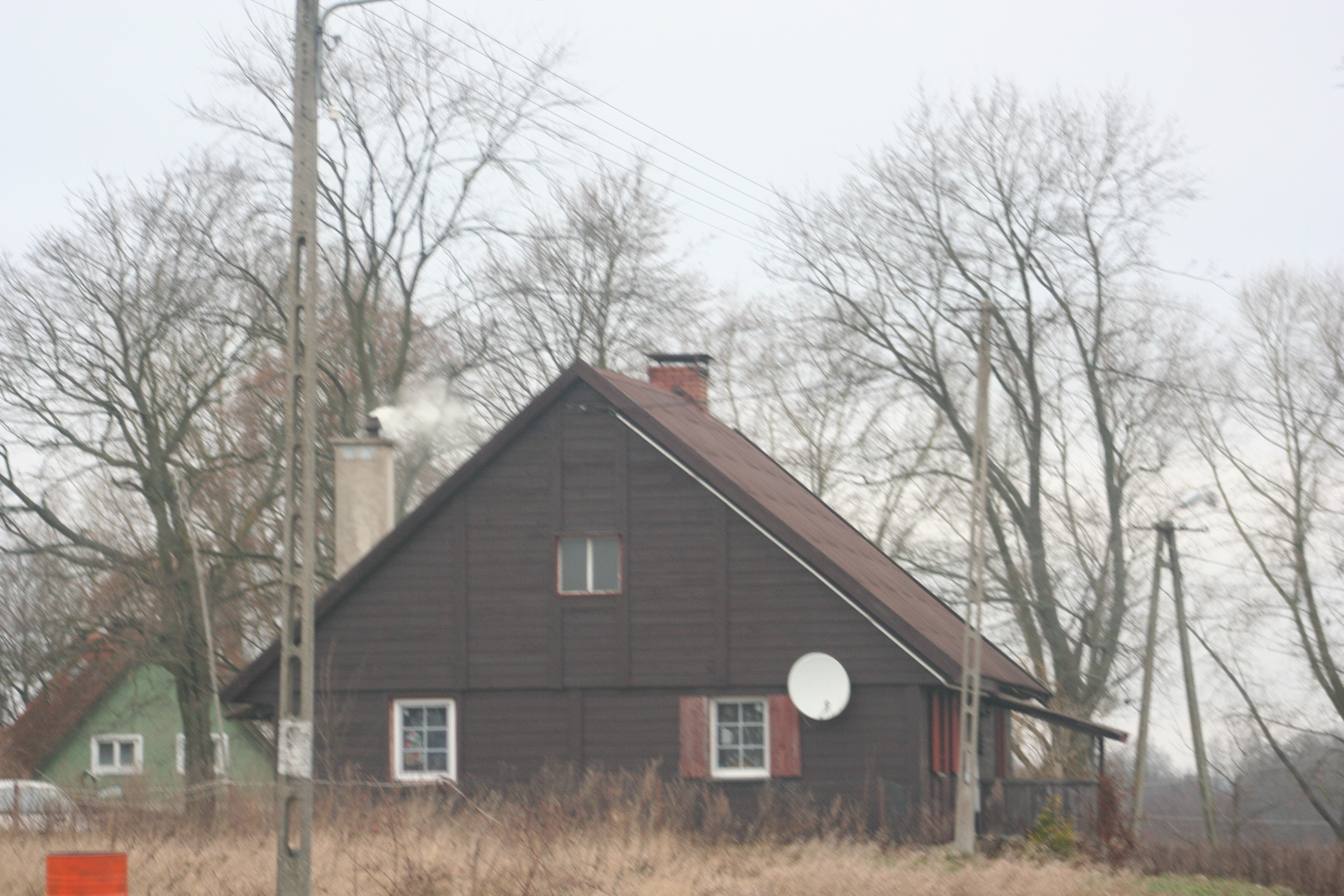
Das älteste Haus in Pustniki

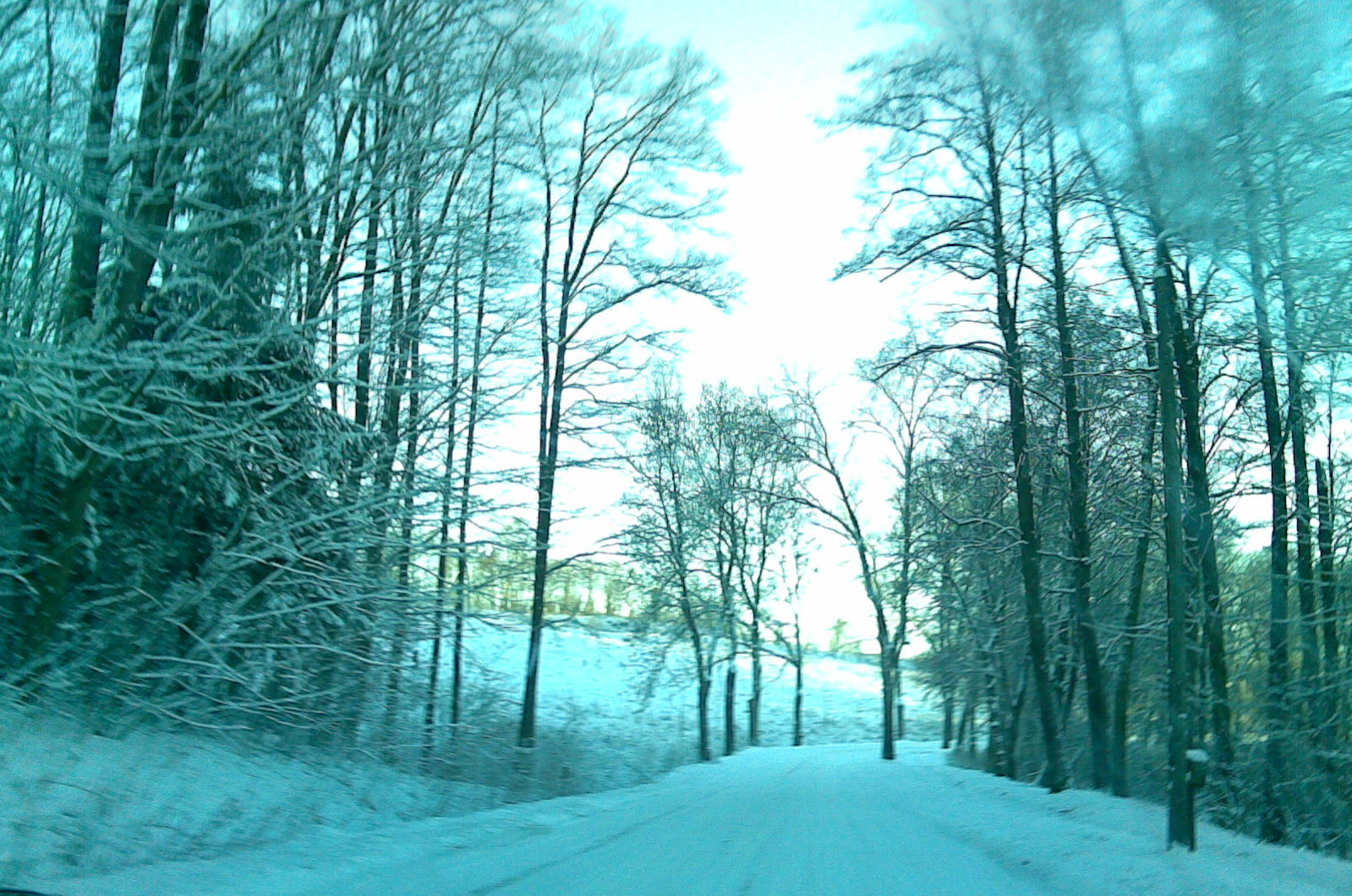
Straße in Pustniki im Winter

## Geschichte
Das nach 1785 Pustnicken, danach bis 1945 Pustnick genannte Dorf wurde 1499 gegründet. Dorf und Gut Pustnick wurden 1874 in den neu errichteten Amtsbezirk Choszewen (polnisch Choszczewo) eingegliedert, der  – 1936 in „Amtsbezirk Hohensee“ umbenannt – bis 1945 bestand und zum Kreis Sensburg im Regierungsbezirk Gumbinnen (ab 1905: Regierungsbezirk Allenstein) in der preußischen Provinz Ostpreußen gehörte. 
Aufgrund der Bestimmungen des Versailler Vertrags stimmte die Bevölkerung im Abstimmungsgebiet Allenstein, zu dem Pustnick gehörte, am 11. Juli 1920 über die weitere staatliche Zugehörigkeit zu Ostpreußen (und damit zu Deutschland) oder den Anschluss an Polen ab. In Pustnick (Dorf und Gut) stimmten 200 Einwohner für den Verbleib bei Ostpreußen, auf Polen entfielen keine Stimmen.
Am 30. September 1930 wurde der Gutsbezirk Pustnick in die Landgemeinde Pustnick überführt.
Als 1945 in Kriegsfolge das gesamte südliche Ostpreußen an Polen überstellt wurde, war auch Pustnick davon betroffen. Das Dorf erhielt die polnische Namensform „Pustniki“, ist heute Sitz eines Schulzenamtes (polnisch Sołectwo) und als solches eine Ortschaft im Verbund der Landgemeinde Sorkwity (Sorquitten) im Powiat Mrągowski (Kreis Sensburg), bis 1998 der Woiwodschaft Olsztyn, seither der Woiwodschaft Ermland-Masuren zugehörig.

### Einwohnerzahlen
| Jahr | Anzahl |
| ---- | ------ |
| 1818 | 69     |
| 1839 | 111    |
| 1871 | 174    |
| 1885 | 193    |
| 1898 | 186    |
| 1905 | 176    |
| 1910 | 174    |
| 1933 | 289    |
| 1939 | 304    |
| 2011 | 183    |

## Kirche
Bis 1945 war Pustnick in die evangelische Kirche Sorquitten in der Kirchenprovinz Ostpreußen der Kirche der Altpreußischen Union sowie in die katholische Kirche Stanislewo (1931 bis 1945 Sternsee, polnisch Stanclewo) im damaligen Bistum Ermland eingepfarrt. Heute gehört Pustniki kirchlich ganz nach Sorkwity, sowohl zur evangelischen Pfarrei, heute in der Diözese Masuren der Evangelisch-Augsburgischen Kirche in Polen gelegen, als auch zur katholischen Pfarrei im jetzigen Erzbistum Ermland in der polnischen katholischen Kirche.

## Verkehr
Pustniki liegt an einer Nebenstraße, die von der polnischen Landesstraße 16 (frühere deutsche Reichsstraße 127) bei Sorkwity (Sorquitten) über Zyndaki (Sonntag) und Burszewo (Burschewen, 1938 bis 1945 Prusshöfen) zur Woiwodschaftsstraße 590 (frühere deutsche Reichsstraße 141) bei Wola (Dürwangen) führt. Eine Anbindung an den Schienenverkehr besteht nicht.